# Estado Guzmán
El Estado Guzmán fue una antigua división administrativa de los Estados Unidos de Venezuela ubicada al noroeste del país, abarcando el mismo territorio del actual Estado Mérida. Este último fue renombrado como «Guzmán» en 1874 y pasó a formar parte del Estado Los Andes en 1881 como una de sus secciones.